# نانافاليا
نانافاليا (بالإنجليزية: Nanafalia)‏ هي مدينة أمريكية تقع في ولاية ألاباما.ويبلغ عدد سكانها 94 نسمة حسب إحصاء سنة 2010 م.